# Département de Gualeguaychú
Le département de Gualeguaychú est une des 17 subdivisions de la province d'Entre Ríos, en Argentine. Son chef-lieu est la ville de Gualeguaychú.
Le département a une superficie de 7 086 km2. Sa population s'élevait à 101 350 habitants au recensement de 2001.

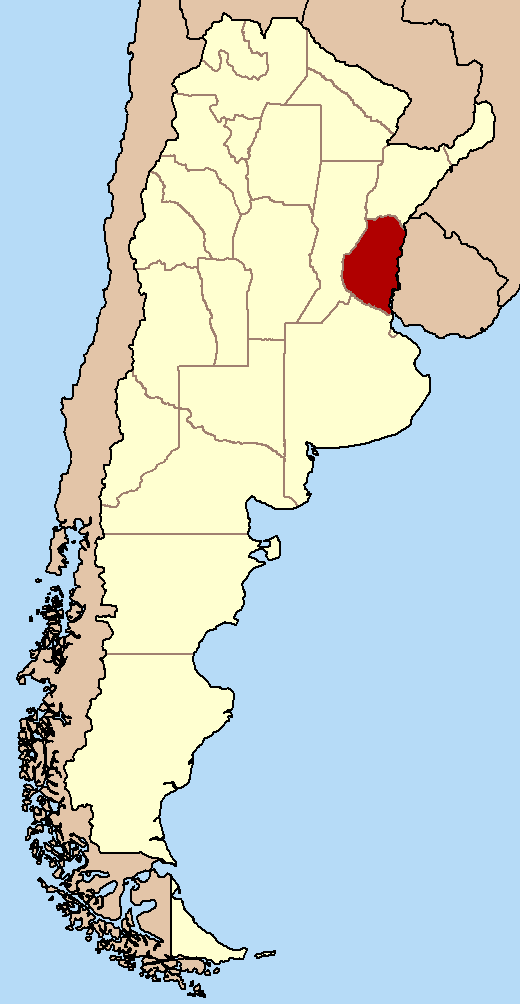
Localisation de la province d'Entre Ríos en Argentine.

## Villes et localités
- Aldea San Antonio
- Aldea San Juan
- Gilbert (Argentine)
- Irazusta
- Faustino M. Parera
- General Almada
- Gualeguaychú, chef-lieu
- Larroque
- Pueblo General Belgrano